# La capricciosa corretta
La capricciosa corretta (títol original en italià; La capriciosa corregida) és una opera buffa en dos actes, amb música de Vicent Martín i Soler segons un llibret de Lorenzo Da Ponte, basat en William Shakespeare. Es va estrenar en el King's Theatre de Haymarket de Londres el 27 de gener de 1795.
Es va estrenar sota el títol de La scuola dei maritati. Altres títols pels quals es coneix a aquesta òpera Gli sposi in contrasto i també La moglie corretta. L'estrena va ser un èxit.

## Enregistraments
- La Capricciosa Corretta, amb Els Talens Lyriques dirigida per Christophe Rousset. Intèrprets: Margueritte Krull (Ciprigna), Josep Miquel Ramón (Fiuta), Yves Saelens (Lelio), Enrique Baquerizo (Bonario), Carlos Marin (Don Giglio), Katia Velletaz (Isabella), Raffaella Milanesi (Cilia), Emiliano González Toro (Valerio). Enregistrament en estudi. Naive, 2003. Astrée Naive I 8887[2]